# Pepe Rei
Pepe Rei, seudónimo de José Benigno Rey Rodríguez (A Barca de Barbantes, Cenlle, Orense, 13 de abril de 1947-San Sebastián, 9 de marzo de 2021), fue un periodista español afincado en el País Vasco.

## Trayectoria
Pepe Rei trabajó en los periódicos El Pueblo Gallego, Odiel, Diario Madrid, La Voz de España, Hoja del Lunes, La Voz de Euskadi y la revista Interviú. En 1988 se incorporó al diario Egin, vinculado a la izquierda abertzale en los años 90, donde llegó a ser redactor jefe e impulsó su equipo de investigación.
En 1994, la Ertzaintza registró la sede de Egin, incautando material informático del equipo de investigación. Ese mismo año se hallaron coincidencias entre los ficheros de las investigaciones del equipo de Rei y la información sobre objetivos incautada a ETA. En agosto, Pepe Rei fue detenido por orden del juez Carlos Bueren, acusado de proporcionar esta información al grupo terrorista, pero resultó absuelto en 1997.
En 1998, el juez Baltasar Garzón ordenó el cierre cautelar de Egin. Rei continuó su trabajo en la revista mensual Ardi Beltza, pero fue detenido de nuevo en 1999 y en 2001, y la revista fue cerrada por orden judicial. Pepe Rei achacó sus detenciones a la expresión de sus opiniones, mientras que la policía siguió considerándolo un colaborador del aparato de investigación de ETA, aunque nunca se llegó a probar este extremo.
El 13 de junio de 2001 la Sección IV de la Sala de lo Penal de la Audiencia Nacional decide poner en libertad a Pepe Rei, tras haber pasado cinco meses en prisión. Los magistrados consideraron que no había elementos que imputaran y probasen que, con su trabajo en Ardi Beltza, Rei señalase o marcase los objetivos de ETA. La Audiencia Nacional consideró que ETA «no necesitaba» que le marcasen a sus víctimas ni que estuviera «permaneciendo a la espera de la próxima entrega de una revista para saber contra quién tiene que actuar». El fallo contaba con el voto particular del magistrado Juan José López Ortega, ponente de la resolución, y con el del presidente de la Sección IV, Carlos Cezón, quienes argumentaban que el procesado debía salir de la cárcel por motivos de salud, dado que padecía una lesión cardiaca grave y que no existían indicios delictivos suficientes contra él. Tanto López Ortega como Cezón no creían que la revista ni el vídeo patrocinado por Rei sobre Luis del Olmo y otros periodistas «deban ser tenidos por anuncios de un mal futuro». En la misma línea, los jueces rechazaban que los detalles sobre la dirección de la finca de Pedro J. Ramírez, o sobre el vídeo en el que aparecen los periodistas Aurora Intxausti o José Luis López de Lacalle, contra los que ETA atentó luego o lo intentó (como en el caso de Luis del Olmo), pudiesen constituir delitos de colaboración con banda armada. Igualmente, el magistrado Carlos Ollero Butler formulaba un voto particular en el que mostraba su acuerdo con la excarcelación de Rei por motivos de salud.
En enero de 2007 Pepe Rei fue condenado por calumnias junto a otros dos periodistas de la revista Ardi Beltza, por lo que tuvo que pagar 5 millones de pesetas como indemnización al general Enrique Rodríguez Galindo.
En agosto de 2002 sufrió un grave accidente de circulación que le apartó de su profesión. En enero de 2013 se creó una asociación cultural sin ánimo de lucro en su nombre para fomentar el periodismo de investigación y de denuncia.